# MEL liga 2012./13.
MEL liga 2012./13. je bila prva sezona Middle European League u kojoj je sudjelovalo osam klubova iz Mađarske i Slovačke. Ligu je osvojila ekipa Good Angels iz Košica.

## Sudionici
- Hat-Agro Uni, Győr
- Work-Force DVTK, Miškolc
- PEAC, Pečuh
- Uniqa EuroLeasing, Šopron
- Good Angels, Košice
- Piešťanské Čajky, Piešťany
- MBK, Ružomberok
- ŠBK, Šamorín

## Ljestvice i rezultati

### Ligaški dio
| mj | klub              | ut | pob | por | koševi   | bod |            |
| -- | ----------------- | -- | --- | --- | -------- | --- | ---------- |
| 1. | Good Angels       | 14 | 14  | 0   | 1120:773 | 28  | Final Four |
| 2. | Uniqa EuroLeasing | 14 | 11  | 3   | 1034:889 | 25  | Final Four |
| 3. | MBK Ružomberok    | 14 | 10  | 4   | 944:840  | 24  | Final Four |
| 4. | Hat-Agro Uni      | 14 | 6   | 8   | 947:969  | 20  | Final Four |
| 5. | SBK Šamorin       | 14 | 5   | 9   | 939:1015 | 19  |            |
| 6. | Work-Force DVTK   | 14 | 4   | 10  | 902:1063 | 18  |            |
| 7. | PEAC Pečuh        | 14 | 3   | 11  | 827:994  | 17  |            |
| 8. | Piešťanské Čajky  | 14 | 3   | 11  | 836:1006 | 17  |            |

### Final Four
Igrano u Košicama
| klub1             | rezultat      | klub2             |
| poluzavršnica     | poluzavršnica | poluzavršnica     |
| ----------------- | ------------- | ----------------- |
| Good Angels       | 77:75         | Hat-Agro Uni      |
| MBK Ružomberok    | 55:61         | Uniqa EuroLeasing |
|                   |               |                   |
| za 3. mjesto      |               |                   |
| MBK Ružomberok    | 79:41         | Hat-Agro Unia     |
|                   |               |                   |
| završnica         |               |                   |
| Uniqa EuroLeasing | 58:62         | Good Angels       |

## Poveznice
- MŽRKL liga 2012./13.
- WBFAL liga 2012./13.